# Neblinaphryne imeri
Neblinaphryne imeri é uma pequena espécie de sapo endêmica da Serra do Imeri localizada no extremo norte do Brasil próxima á fronteira com a Venezuela.

## Área de Ocorrência
Ocorre na Serra do Imeri, Parque Nacional do Pico da Neblina, município de Santa Isabel do Rio Negro, no estado do Amazonas.
A espécie é abundante na vegetação que compõe o topo do maciço do Imeri, se fazendo presente a partir de 1800 metros de altura até 1950 metros.

## História Natural
Habita áreas abertas e florestadas da montanha sendo muito difícil de ser localizada e capturada, aparentemente a espécie é diurna, apresenta dimorfismo sexual, as fêmeas são maiores que os machos.
Possui uma variedade de cores dentro do marrom, marrom-avermelhado e bege, com pintas amarelas e brancas.